# United Hatzalah
United Hatzalah (hebräisch איחוד הצלה hatzalah, Rettung) ist eine Rettungsorganisation von Ersthelfern in Israel. Sie wurde im Jahr 2006 von Eli Beer gegründet, um die zuvor schon bestehenden vereinzelten Hatzalah-Gruppen in Israel zu vereinen und zentral zu organisieren. Die Organisation ist vollständig spendenfinanziert. Ehrenamtliche Helfer sind sowohl jüdische als auch arabische Israeli. Hilfe wird unabhängig von Abstammung oder Religion gewährt. Für die Notfallversorgung wird kein Honorar verlangt.

## Geschichte
Als Kind amerikanischer Einwanderer in Israel erlebte Eli Beer als Kind den Jom-Kippur-Krieg sowie Terroranschläge in Jerusalem, die ihn prägten. Als Jugendlicher begann er ehrenamtlich im Rettungsdienst bei Magen David Adom zu arbeiten. Hierbei erlebte er immer wieder, dass der reguläre Rettungsdienst zu Notfällen zu spät kam und für die Patienten nichts mehr tun konnte. Im Jahr 1989 gründete er eine eigene Organisation, die er – angelehnt an jüdische Rettungsdienste aus den USA – ebenfalls Hatzalah nannte. Im Gegensatz zu einem regulären Rettungsdienst wollte er jedoch nur eine schnelle Erstversorgung für Verletzte und Erkrankte als Ergänzung zu bestehenden Rettungsdiensten etablieren. 2006 gründete er United Hatzalah of Israel, um die versprengten Hatzalah-Gruppierungen zu vereinen und zu bündeln.

## Tätigkeitsfeld

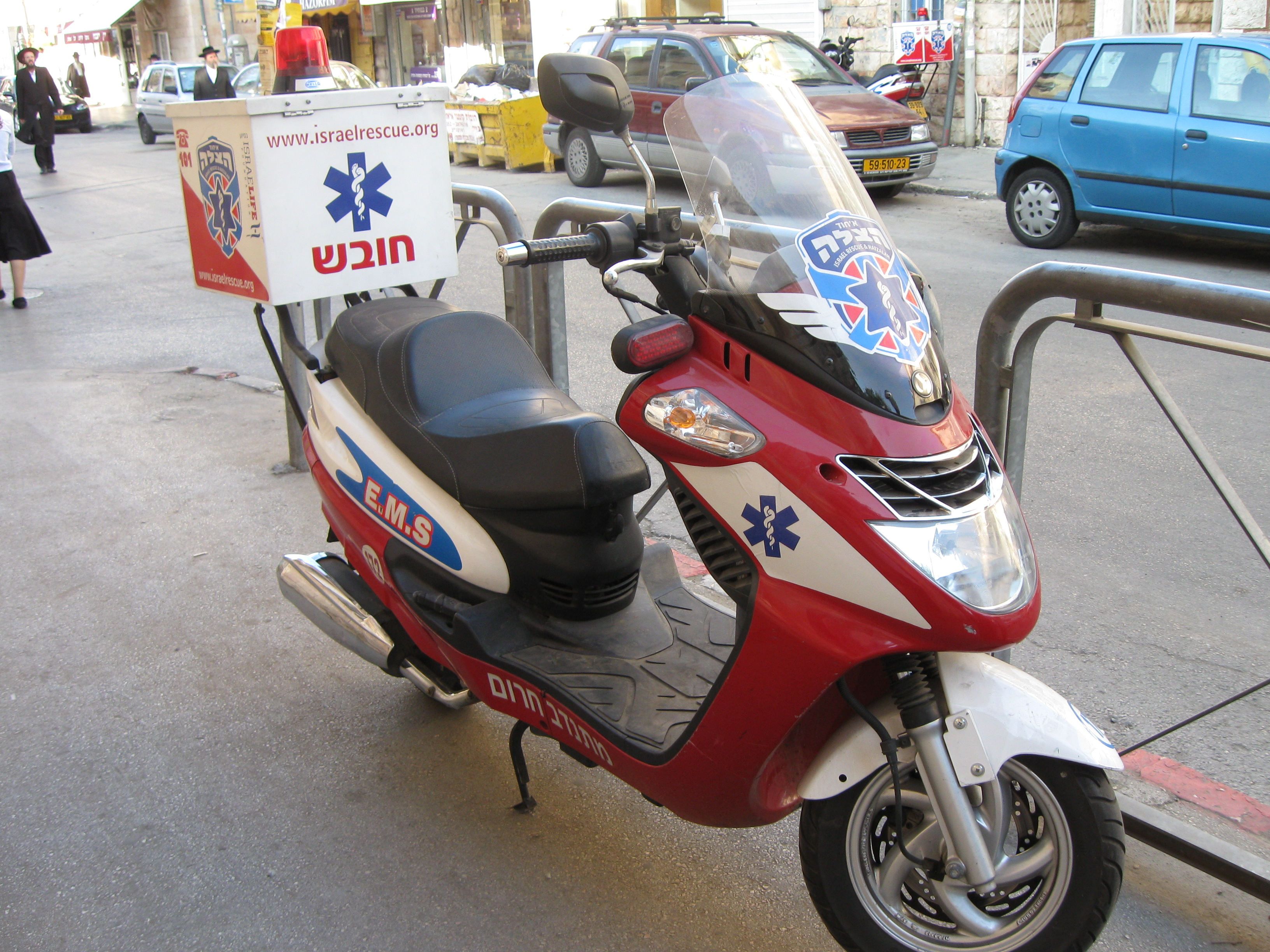
First-Responder-Motorroller von United Hatzalah in Jerusalem

United Hatzalah betreibt mit mehr als 6000 Freiwilligen ein landesweites First-Responder-Netz. Die ausschließlich ehrenamtlichen Helfer sind zertifizierte Emergency Medical Technicians oder Paramedics sowie Ärzte. United Hatzalah betreibt eine eigene Leitstelle, die über die Rufnummer 1221 erreichbar ist. Über ein selbst entwickeltes GPS-gestütztes Ortungs- und Einsatzdispositionssystem (Life Compass) kann jeweils der aktuell nächste geeignete Helfer für einen Notfall identifiziert und alarmiert werden. Hierdurch erreicht United Hatzalah nach eigenen Angaben eine Eintreffzeit am Notfallort von unter 3 Minuten nach Alarm. Selbstgesetztes Ziel ist eine Eintreffzeit von unter 90 Sekunden nach Alarm. United Hatzalah-Helfer überbrücken als First Responder die Zeit bis zum Eintreffen des regulären Rettungsdienstes, der in urbanen Gebieten bis zu 10 Minuten und in ländlichen Gebieten bis zu 20 Minuten brauchen kann. Jede Minute früher, in der eine Defibrillation in Fällen von Herzstillstand durch Herzinfarkt, Stromschläge, Ertrinken, Ersticken, Trauma und illegalen Drogen erfolgt, steigt die Überlebensrate um 7 bis 10 Prozent. Hierfür wird auf den sogenannten Ambucycles eine Notfallausrüstung mit Defibrillator, Sauerstoff und Atemwegssicherungs- sowie Traumaversorgungsmaterial mitgeführt. Für Einsätze in unwegsamem Gelände werden sogenannte Ambutractors auf Basis von leichtgewichtigen Geländekarts eingesetzt. Mit diesen ist auch ein behelfsmäßiger Patiententransport möglich. Darüber hinaus betreibt United Hatzalah auch eigene Rettungswagen.
Jährlich werden etwa 200.000 First-Responder-Einsätze in Israel durchgeführt.

## Projekte und Aktionen
2011 und 2012 wurden im Rahmen der Aktion „Don’t leave Me Alone in the Car“ zahlreiche Autoaufkleber mit dem Aktionsslogan in hebräischer, arabischer, englischer und russischer Sprache verteilt. Die Aktion war Folge des Todes eines bei sommerlichen Temperaturen im Auto zurückgelassenen Kleinkindes, was ein großes Medienecho in Israel ausgelöst hatte.
Im Rahmen des Programms Ten Kavod übernehmen ehrenamtliche Mitarbeiter von United Hatzalah Patenschaften für ältere einsame Bürger und besuchen diese regelmäßig und helfen ihnen im Alltag.

## Internationale Rezeption
Es gibt Versuche, das erfolgreiche First-Responder-Modell von United Hatzalah auch in andere Länder zu exportieren. So wurden bereits in São Paulo und Rio de Janeiro ähnliche First-Responder-Systeme gestartet, ebenso in Panama und Argentinien. In Indien und Dänemark gibt es ebenfalls Interesse, das United-Hatzalah-Modell zu erproben.

## Auszeichnungen
- 2010 Social Entrepreneur of the Year (Israel)
- 2010 Presidential Award for Volunteerism (Israel)
- 2012 Young-Global-Leaders-Award
- 2013 Friedenspreis für den Mittleren Osten des Victor J. Goldberg Institutes[9]